# Forza Motorsport 4
Forza Motorsport 4 é um jogo eletrônico de simulação de corrida desenvolvido pela Turn 10 Studios e distribuído pela Microsoft Studios para Xbox 360. É o quarto jogo da série Forza, e foi lançado na América do Norte em 11 de outubro de 2011 e na Europa em 14 de outubro de 2011. É o primeiro título na série a ter suporte ao sensor Kinect junto com a tradicional jogabilidade por controle.
A novidade à série é o modo Autovista, no qual os jogadores podem ver detalhe precisos como peças do motor e a escala do interior em alguns carros. Esta nova funcionalidade apresenta uma parceria com a série Top Gear da BBC, assim como sua versão americana. Jeremy Clarkson, apresentador de Top Gear, fornece comentários no modo Autovista do jogo. Outras parcerias incluem um contrato de dois anos com a American Le Mans Series (ALMS). Mais de 500 carros e 26 pistas estão inclusos.
Uma versão Limited Collector's Edition foi lançada, que contem um livro com 96 paginas contando com a curadoria dos editores do programa de TV Top Gear, incluindo assinatura VIP e um tema para a dashboard do Xbox 360, e por fim adesivo.

## Jogabilidade
Forza Motorsport 4 é um jogo de corrida, sendo o quarto na série Forza Motorsport. Como na franquia Gran Turismo da Sony, os Forzas são simuladores de corrida; a forte ênfase é posta na criação da pilotagem dos carros para parecer a mais realística possível. As corridas são conduzidas em pistas de circuito fechadas. Mais de 500 carros estão disponíveis na experiência bruta do jogo, desde carros comuns até carros de corrida.
Os jogadores podem utilizar o Kinect para examinar cuidadosamente um ângulo usando uma nova funcionalidade de rastreamento de cabeça, permitindo que olhem em direção ao ápice de um ângulo ou a carros próximos. O controle ou volante é usado para controlar o carro enquanto o Kinect é usado independentemente para visualizar o redor do piloto. Os jogadores também podem usar o Kinect como um controle. Nesta configuração, o jogo automaticamente acelera e desacelera o veículo do jogador utilizando uma versão modificada de uma funcionalidade conhecida como freio automático em Forza Motorsport 3. A direção é controlada através da colocação dos braços do jogadores estendidos como se estivesse controlando um volante invisível. O Kinect também permite que o jogador use comandos de voz para iniciar corridas e navegar pelos menus.
A novidade à série Forza é a funcionalidade conhecida como Autovista, projetada para que os jogadores andem e explorem dentro dos carros. Esta funcionalidade permite aos jogadores visualizar detalhes, tais como pastilhas de freio, componentes do motor e detalhes do interior. Para mais informações, o jogador pode apontar certos recursos como os faróis, as rodas e o motor através de gravações de áudio, podendo isso ser controlado por Kinect ou por um controle. Inicialmente, apenas 24 carros no jogo suportavam a funcionalidade Autovista, uma vez que é principalmente usada para carros esportivos, clássicos ou oníricos. Os gráficos usados para criar estes carros são formados por iluminação baseada em imagem, que permitiram que os desenvolvedores criassem reflexos perfeitos que imergiriam melhor o carro no ambiente, tanto quando o jogador estivesse dirigindo, quanto na garagem, visualizando o carro.
Assim como em Forza 3, existe um modo carreira, no qual supõe que os jogadores corram em múltiplos locais ao redor do mundo. Conhecido como modo Turnê Mundial em Forza 4, anteriormente chamado de Season Play em Forza 3. Entretanto, uma nova funcionalidade que aparece em Forza 4 é a capacidade do jogo de adaptar-se a dificuldade, conforme o progresso dos jogadores aumenta na carreira e, coletando uma tendência de dados para ver como ele o realiza. Isto permite que os pilotos de inteligência artificial mudem e atualizem seus carros automaticamente para adequar-se as habilidades de pilotagem do jogador. Há vários tipos de corridas além do formato padrão. Forza 4 inclui as corridas tradicionais, mas também possui drift, autocross e drag. Ao contrário de Forza 3, onde os jogadores não tinham a escolha de qual carro recebiam após subir de nível, em Forza 4 os jogadores são capazes agora de escolher um de vários carros como prêmio, que são automaticamente atualizados à qualidade máxima de suas respectivas classes. Os jogadores podem importar seus perfis de Forza Motorsport 3 em Forza Motorsport 4, dando-lhes a capacidade de transferir uma certa quantidade de créditos do jogo e carros presenteados à sua nova garagem. A quantidade transferida permitida é baseada em quanto tempo jogaram e quantos carros e créditos eles têm. Os jogadores têm a opção de criar clubes de carros e compartilhar carros em suas garagens no clube que escolheram. Jogos anteriores na série eram limitados a oito carros na pista, porém, Forza 4 suporta até 16 jogadores correndo online, e dois jogadores offline.

## Criticas e recepção
O jogo recebeu aclamação universal das críticas. Sites como GameRankings e Metacritic relatam pontuações de 90.50% e 91 de 100, respectivamente. O Metacritic também relatou oito pontuações perfeitas de vários meio de comunicação. As críticas elogiaram a física aprimorada dos veículos, os visuais atualizados, e o forte design de som. Vários críticos também deram bastante atenção ao modo Autovista de Forza 4. Alguns críticos expressaram frustração com a funcionalidade do Kinect, e outros também notaram que o jogo não foi uma inovação suficiente, em comparação ao seu antecessor, Forza Motorsport 3. Estes críticos, entretanto, admitiram que o jogo teve uma vasta melhoria em relação a Forza 3.

## Circuitos
Existem 26 pistas em Forza 4 para se competir. Estas pistas de corrida são mesclas entre pistas de circuito e ponto-a-ponto. Dezessete pistas do mundo real e oito fictícias estão inclusas. Cada pista apresenta uma configuração revertida e muitas têm outras mais. Três pistas de corrida do mundo real e uma fictícia foram adicionadas à franquia Forza: Hockenheimring, Indianapolis Motor Speedway, Infineon Raceway e Bernese Alps.

### Reais

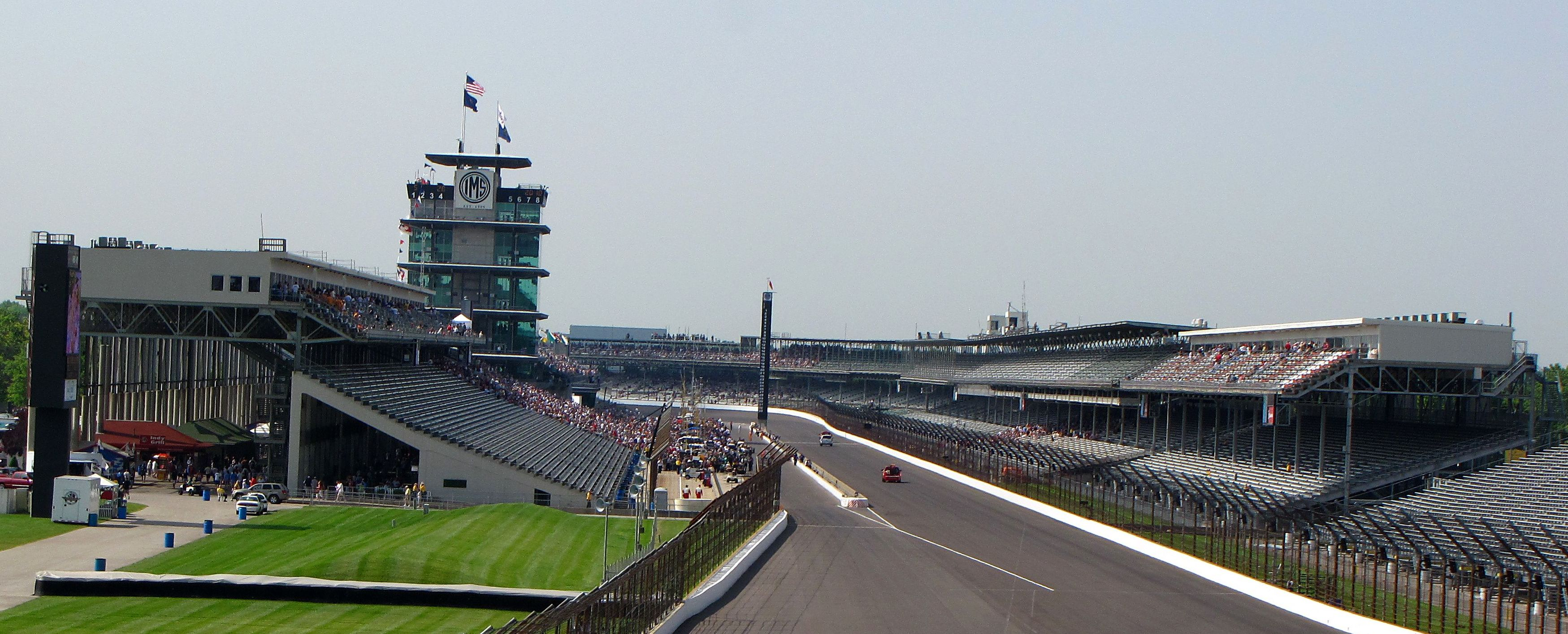
Indianapolis Motor Speedway, um dos circuitos disponíveis.

- Hockenheimring
- Indianapolis Motor Speedway
- Infineon Raceway
- Mazda Raceway Laguna Seca
- Mugello Autodromo Internazionale
- Nürburgring Grand Prix Circuit
  - Nürburgring Nordschleife
- Road America
- Road Atlanta
- Sebring International Raceway
- Silverstone Circuit
- Suzuka Circuit
- Top Gear Test Track
- Tsukuba Circuit
- Twin Ring Motegi
- Circuit de Catalunya
- Le Mans

### Fictícios
- Camino Viejo de Montserrata
- Bernese Alpsa
- Fujimi Kaidoa
- Iberian International Circuita
- Ladera Test Tracka
- Maple Valley Racewaya
- Rally di Positanoa
- Sedona Raceway Parka
- Sunset Peninsula Racewaya
- Benchmark High Speed Ring